# M/98 (камуфляж)
Камуфляж M/98 — деформаційний військовий камуфляж Збройних сил Норвегії. Він зазвичай використовується під час гарнізонної служби і лише рідко використовується в польових умовах. Версія камуфляжу M/98 була представлена в 1998 році і є оновленою версією старішої моделі M/75.

## Дизайн
Цей досить простий 3-колірний камуфляж за колірною гамою дуже близький до вицвілих зразків британських курток Денісон першого типу часів Другої світової війни, але без характерних країв мазка. Слід, однак, зазначити, що кольори уніформи та спорядження M/98 можуть досить сильно відрізнятися у відтінках від одягу до одягу та від тканини до тканини.
Камуфляжні кольори моделі М/98 складаються з кольорів DarkOliveGreen (#556B2F), YellowGreen (#9ACD32) і Tan (D2B48C). Для воєн в Афганістані та Іраку також був розроблений особливий візерунок пустелі M/03, який складається зі світло-зеленого, коричневого і темно-коричневого кольорів.
Однострої з камуфляжем M/98 складаються з куртки та штанів. Використовується разом з різними головними уборами відповідно до військового підрозділу. Куртка має дві нагрудні кишені та дві великі кишені для рук, обидві з клапаном і вшитою липучкою над лівою нагрудною кишенею для таблички з іменем. Штани мають звичайні кишені для рук — одна задня кишеня і кишені-карго з клапаном.

## Варіанти

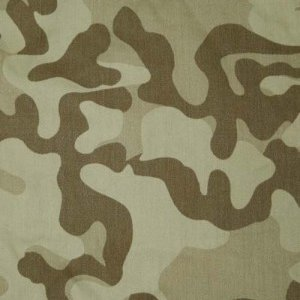
М/03 — пустельна версія камуфляжу М/98

### М/03
Версія камуфляжу M/03 розроблена для використання норвезькими військами в посушливих умовах.

### Інші
Подібний зразок камуфляжу з невідомого джерела походження використовується окремими підрозділами збройними силами Демократичної Республіки Конго .

## Користувачі
- ДР Конго: використовується підрозділами FARDC[3].
- Норвегія: використовується Збройними силами Норвегії[4].